# Christian Carl Gabel
 Der er flere personer med dette navn, se Christian Carl Gabel (flertydig).
 Christian Carl Frederiksen Gabel (10. november 1679 – 3. august 1748) var en dansk viceadmiral, overkrigssekretær og stiftamtmand.

## Tidlig karriere
Christian Carl Gabel var søn af Frederik Gabel. Gabel der fra sin ungdom bestemtes til søen, findes ikke omtalt førend året 1700; han var da allerede kaptajnløjtnant. Han forfremmedes derefter hurtig: 1704 til kaptajn, 1710 til kommandørkaptajn, året efter til kommandør, 1714 til schoutbynacht og 1715 til viceadmiral.
1717 udtrådte han af de farende officerers tal for at overtage stillingen som overkrigssekretær, en post, der nærmest må sammenstilles med forsvarsminister nutildags, dog uden stemme i Konseillet. I denne stilling forblev han indtil 1725, da han faldt i unåde og afskedigedes; allerede 1726 opnåede han dog embedet som stiftamtmand i Ribe, hvor han forblev indtil sin død 1748.

## Store Nordiske Krig
Som skibschef deltog Gabel med orlogsskibet "Sophie Hedevig" i Gyldenløves eskadre i den løbende fægtning mod svenskerne, som fandt sted 28. september – 30. september 1712 under den pommerske Kyst i forbindelse med Den Store Nordiske Krig. Fægtningen endte med, at de danske erobrede 100 transportskibe; og Gabel befandt sig på det forreste skib i flåden.
1714 var han først delingschef i admiral Peter Rabens eskadre, senere selvstændig opererende eskadrechef i Østersøen med en mindre styrke, til hvilken den bekendte fregat "Løvendals Galej", ført af Peter Wessel Tordenskiold, hørte.

### Søslaget ved Fehmern
I året 1715 udsendtes Gabel tidlig i foråret med 8 orlogsskibe foruden nogle mindre fartøjer for at forhindre den svenske eskadre på 4 orlogsskibe og 2 fregatter under den yngre Wachtmeister i at plyndre på de danske kyster. Han traf sine modstandere 24. april under Femern og leverede dem et 7 timers slag, der senere er blevet kaldt "Søslaget ved Fehmern" eller "Slaget på Kolberger-Heide"; den underlegne svenske styrke måtte flygte. Forgæves søgte Wachtmeister at slippe nord ud af Storebælt; ved forstandige manøvrer tvang Gabel ham til at vende om, og han havde da med sine stærkt medtagne skibe ingen anden udvej end at sætte dem på grund ved Bülck, hvor han natten igennem gjorde sit yderste for at ødelægge dem.
Heri blev han tidlig om morgenen standset af Wessel, som med sin fregat kom til og i sin chefs, Gabels, navn erklærede, at ingen Svensker ville blive skånet, såfremt ikke ødelæggelsen straks ophørte. Det blev også Wessel, som førte den fangne svenske admiral til Gabel.
For denne sejr, hvorved de danske erobrede 5 orlogsmænd samt tog omkring 1800 fanger, blev Gabel
forfremmet til Viceadmiral samt udnævnt til kammerherre, en udmærkelse, der var temmelig enestående på den tid.

### Slaget ved Rygen
Den svenske hovedflåde på 21 orlogsskibe under admiral Claes Sparre var imidlertid løben ud og havde søgt at komme i kamp med den danske hovedstyrke under admiral Raben.
Efter et kort ophold for Gøteborg sluttede Gabel sig til Raben, som derefter 8. august slog svenskerne under Rygen og tvang dem tilbage til Karlskrona. Da Raben senere på året måtte gå i land som syg, fik Gabel en kort tid overkommandoen over hovedflåden og medvirkede da ved Stralsunds erobring, som dog væsentligst udførtes af den bekendte viceadmiral Christen Thomesen Sehested.

### Flådeaktivitet ved Norge 1716
I året 1716 havde Karl 12. overført krigen til Norge, hvor han tidlig på foråret truede forskellige punkter. Gabel fik da ordre til med en eskadre på 7 orlogsskibe og flere mindre krigsfartøjer at overføre tropper og afskære fjenden tilførsler. Uagtet han ved forskellige lejligheder gjorde god fyldest, så at kongen endog fandt sig foranlediget til at bevidne ham sin tilfredshed, blev det dog hans undergivne, Tordenskjold, som her vandt de største laurbær, i det han 8. juli i Dynekilen dels erobrede, dels ødelagde den svenske transportflåde, som skulle have bragt kong Karl tilførsler.
Efter en kortere kampagne i året 1717, hvor Gabel skiftedes med Raben i overkommandoen over hovedstyrken i Østersøen, aftrådte han den 31. maj for at overtage den vigtige post som overkrigssekretær. Samme år udnævntes han til Ridder af Dannebrog.

## Flådeadministrator
Efter fredsslutningen var det således Gabel, som fik overdraget det vanskelige hverv at bringe orden i marinens administration. Ved alt for små pengebevillinger var flådens personel efterhånden blevet bragt i en tilstand af demoralisation, som vanskelig lader sig beskrive.
Mandskabet havde løn til gode for 1 1/2 år; officerskorpset var belemret med en mængde udygtige individer, det var dertil yderlig slet lønnet og nu, da krigen var forbi, så godt som uden virksomhed; skibene var udslidte og forældede.
Et betegnende træk, som ret tydelig viser, i hvilken grad uorden havde bredt sig, er, at det faste mandskabs koner indgav ansøgning til Gabel om tilladelse til at "stjæle eller tigge".
Gabels første handlinger gik ud på at råde bod på disse slette forhold; han betalte folkene deres tilgodehavende, rømmede op i officersstanden, indordnede det faste mandskab, regulerede udskrivningsvæsenet, forbedrede skibsbyggeriet, gjorde forstandige indkjøb af tømmer, udvidede Holmene, forbedrede retsvæsenet, uniformerede personellet, kort sagt, han forbedrede på mange punkter og søgte øjensynlig efter det bedste.
Administrationen centraliseredes efterhånden mere og mere i hans person, således at han fik en betydelig magt, og skønt han senere er blevet hårdt medtaget af samtidige og efterfølgende historikere, så kan det dog ikke nægtes, at han i de fleste foretagender sigtende til krigsvæsenets opkomst var heldig.
Det synes, som om hans indflydelse hos Frederik 4. ved denne virksomhed er blevet meget stor; thi uagtet Gabels stilling ikke gav ham adgang til konseillet, blev der dog givet ham mange betroede hverv, der egentlig lå ganske uden for hans embedsomraade. Ved et af disse—Reguleringen af visse præstegårdsforhold i Norge—kom han i et spændt forhold til den indflydelsesrige biskop Bartholomæus Deichmann i Christiania; denne mand beskyldte ham senere for at have taget imod bestikkelser og rokkede derved allerede ved hans stilling over for den mistænksomme monark.

## Afskedigelse i unåde
Hans forhold blev undersøgt, men undersøgelsen førte dog ikke til noget afgørende resultat. Senere blev han dog styrtet, som man den gang mente, fordi han havde ført hemmelige underhandlinger bag kongens og konseillets ryg med Hertug Karl Frederik af Slesvig-Holsten-Gottorp, der som zar Peter 2. af Ruslands svigersøn boede i St. Petersborg, og hvis interesser understøttedes af den russiske politik.
Senere oplysninger har dog tilvejebragt en stærk sandsynlighed for, at samtiden i dette stykke har gjort Gabel uret, og at det snarere har været kongen selv, der har ført disse underhandlinger gennem Gabel, men uden statsrådets vidende. Da forsøget nu mislykkedes, og Konseillet med storkansleren Ulrich Adolph Holstein i spidsen blev beskyldt for dobbelt spil, måtte det desavouere Gabel, som da blev afskediget fra sin stilling som overkrigssekretær i 1725.

## Stiftamtmanden og gehejmeråden
Gabel udnævntes året efter til stiftamtmand i Ribe efter gehejmeråd Henrik Ernst von Kalneins død. Ved giftermål var han alt tidligere kommen i besiddelse af herregården Bramminge i byens nærhed, og her opholdt han sig resten af sit Liv.
I året 1731 udnævntes han til gehejmeraad. Som stiftamtmand tog han sig ivrig af skole- og kirkevæsenet og blev meget yndet; på sit gods var han ligeledes særdeles afholdt af alle sine underordnede, for hvem han altid havde hjælp eller arbejde til rede; når hertil føjes, at han stod på den venskabeligste fod med den ædle rektor Christian Falster i Ribe, da synes det utvivlsomt, at den hårde dom, som hans samtidige, historikeren Andreas Hojer, og andre fælder over ham, må have været mere dikteret af personligt nag eller manglende kendskab til forholdenes sande sammenhæng end begrundet i virkelige forhold. Jens Møller skriver således: "Det er, Himlen være lovet, et Særsyn at finde en Mand som denne Gabel, der begynder sin Løbebane som Tordenskjolds værdige Medbejler, som en rask og modig Søhelt, men siden forvandles til en foragtelig Hofsnog".
Senere Forskere som Christian Bruun og Edvard Holm har imidlertid dømt ham mildere og sikkert også retfærdigere. At han ikke var ganske uimodtagelig for bestikkelse, mens han som minister styrede statens krigsvæsen, er noget, man til dels kan undskylde, når det erindres, hvor almindeligt et fænomen dette var i de tider; i alt fald var han det mindre end så mange andre af hans samtidige.

## Ejendomsspekulanten
Gabel gav sig meget af med køb og salg af godser. Foruden Bregentved, som han købte af sin faders bo 1709 og atter afhændede til kongen 1718, ejede han således til forskellige tider Christiansdal ved Odense, Oregaard og Enggaard ved Bogense, Giesegård, Ringsted Kloster, Ottestrup og Spanager på Sjælland samt Bramming i Jylland.

## Familieforhold
Han var gift 2 gange: 1. gang med Frederikke Christiane Schult, datter af gehejmeråd Diderik Schult og Ermegard Sophie Gabel; med hende havde han 8 børn, som alle døde i ung alder. Hans hustru døde 1731. Året efter ægtede han Anna Benedicte Steensen, datter af oberstløjtnant Erik Steensen og Vibeke Urne, enke efter generalløjtnant Christian Rantzau-Friis;
hun døde barnløs i Ribe 1756. Gabel selv døde 3. august 1748 og begravedes i Bramminge Kirke.

## Henvisning
- Dansk biografisk lexikon, bind V

| Efterfulgte: Valentin von Eickstedt   | Overkrigssekretær 31. maj 1717 - oktober 1725                   | Efterfulgtes af: Johan Christoph von Körbitz |
| Efterfulgte: Henrik Ernst von Kalnein | Stiftamtmand over Ribe Stift 24. november 1725 - 3. august 1748 | Efterfulgtes af: Holger Skeel                |
| Efterfulgte: Henrik Ernst von Kalnein | Amtmand over Riberhus Amt 24. november 1725 - 3. august 1748    | Efterfulgtes af: Holger Skeel                |